# Всемирная организация фотографии
Всемирная организация фотографии (англ. World Photography Organisation) — международная организация, включает лучших любительских и профессиональных фотографов планеты. Организация работает в более 60 странах мира и ежегодно проводит конкурсы от Sony, Фестивали мировой фотографии, освещая лучшие снимки и лучших фотографов планеты в каждой категории. С 2008 года награждения победителей проводили в Каннах, в 2011 году переместились в Лондон.

## Мероприятия
- Sony World Photography Awards — Всемирный крупнейший конкурс фотографии
- World Photography Student Focus Competition — Конкурс студенческого фокусного конкурса
- Photo Shanghai — Фото Шанхай
- World Photography Collection — Всемирная коллекция фотографий
- World Photography Focus Programme — Всемирная программа фокус фотографии
- PHOTOFAIRS — международные ярмарки искусств, проходят в Шанхае и Сан-Франциско